# Aeroporto di Mwanza
L'aeroporto di Mwanza (IATA: MWZ, ICAO: HTMW) è un importante aeroporto regionale della Tanzania settentrionale che serve la città di Mwanza. Si trova vicino alle sponde meridionali del Lago Vittoria, a circa 10 chilometri dalla città. È l'hub principale di Auric Air e un hub secondario di Precision Air.
L'aeroporto di Mwanza è uno dei 59 aeroporti governativi gestiti dall'Autorità aeroportuale della Tanzania (TAA) ed è il terzo aeroporto più trafficato della Tanzania dopo l'aeroporto Internazionale Julius Nyerere e l'aeroporto Internazionale del Kilimangiaro.

## Storia
Il primo aeroporto di Mwanza è stato costruito nel 1940 da Williamson Diamonds. Era vicino al villaggio di Butuja, a circa quattro chilometri dall'attuale aeroporto. Nel 1958, il governo coloniale rilevò le strutture e le trasferì nella sua posizione attuale perché una strada attraversava la vecchia pista. Negli anni settanta ha avuto luogo la modernizzazione e l'espansione in un grande aeroporto nazionale. L'aeroporto è gestito dalla Tanzania Airports Authority (TAA) di proprietà statale dal 1999.
A marzo 2008 sono stati rifatti in superficie il piazzale merci e gli allacciamenti alle vie di rullaggio. In un progetto di ammodernamento avviato nel 2012, la pista è stata estesa da 2 000 metri a oltre 3 000 metri.

## Base dell'Air Force
Il comando delle forze aeree dell'esercito tanzaniano gestisce una base aerea sul lato sud-orientale e ha un accesso diretto alla pista 30.

## Incidenti
- 1º marzo 2010: il volo Air Tanzania 100, operato da un Boeing 737-200, ha subito danni sostanziali quando è uscito di pista in fase di atterraggio e il carrello anteriore ha ceduto. Si sono verificati danni anche a un motore.[4]

- 6 novembre 2022: il volo Precision Air 494 partito dall'aeroporto di Mwanza è precipitato nel lago Vittoria mentre tentava di atterrare a Bukoba in condizioni di maltempo e scarsa visibilità. Diciannove persone sono rimaste uccise, compresi i due piloti che sono annegati prima che i soccorritori potessero raggiungerli.[5]